# Episodi di Lost in Space (serie televisiva 1965) (seconda stagione)
La seconda stagione della serie televisiva Lost in Space, composta da 30 episodi, è stata trasmessa dall'emittente televisiva statunitense CBS dal 14 settembre 1966 al 26 aprile 1967. La stagione è tutt'ora inedita in italiano.
| nº | Titolo originale                  | Titolo italiano | Trasmissione USA  | Trasmissione Italia |
| -- | --------------------------------- | --------------- | ----------------- | ------------------- |
| 1  | Blast Off Into Space              | inedita         | 14 settembre 1966 | inedita             |
| 2  | Wild Adventure                    | inedita         | 21 settembre 1966 | inedita             |
| 3  | The Ghost Planet                  | inedita         | 28 settembre 1966 | inedita             |
| 4  | Forbidden World                   | inedita         | 5 ottobre 1966    | inedita             |
| 5  | Space Circus                      | inedita         | 12 ottobre 1966   | inedita             |
| 6  | The Prisoners of Space            | inedita         | 19 ottobre 1966   | inedita             |
| 7  | The Android Machine               | inedita         | 26 ottobre 1966   | inedita             |
| 8  | The Deadly Games of Gamma 6       | inedita         | 2 novembre 1966   | inedita             |
| 9  | The Thief from Outer Space        | inedita         | 9 novembre 1966   | inedita             |
| 10 | Curse of Cousin Smith             | inedita         | 16 novembre 1966  | inedita             |
| 11 | West of Mars                      | inedita         | 30 novembre 1966  | inedita             |
| 12 | A Visit to Hades                  | inedita         | 7 dicembre 1966   | inedita             |
| 13 | Wreck of the Robot                | inedita         | 14 dicembre 1966  | inedita             |
| 14 | The Dream Monster                 | inedita         | 21 dicembre 1966  | inedita             |
| 15 | The Golden Man                    | inedita         | 28 dicembre 1966  | inedita             |
| 16 | The Girl from the Green Dimension | inedita         | 4 gennaio 1967    | inedita             |
| 17 | The Questing Beast                | inedita         | 11 gennaio 1967   | inedita             |
| 18 | The Toymaker                      | inedita         | 25 gennaio 1967   | inedita             |
| 19 | Mutiny in Space                   | inedita         | 1º febbraio 1967  | inedita             |
| 20 | The Space Vikings                 | inedita         | 8 febbraio 1967   | inedita             |
| 21 | Rocket to Earth                   | inedita         | 15 febbraio 1967  | inedita             |
| 22 | The Cave of the Wizards           | inedita         | 22 febbraio 1967  | inedita             |
| 23 | Treasure of the Lost Planet       | inedita         | 1º marzo 1967     | inedita             |
| 24 | Revolt of the Androids            | inedita         | 8 marzo 1967      | inedita             |
| 25 | The Colonists                     | inedita         | 15 marzo 1967     | inedita             |
| 26 | Trip Through the Robot            | inedita         | 22 marzo 1967     | inedita             |
| 27 | The Phantom Family                | inedita         | 29 marzo 1967     | inedita             |
| 28 | The Mechanical Men                | inedita         | 5 aprile 1967     | inedita             |
| 29 | The Astral Traveler               | inedita         | 12 aprile 1967    | inedita             |
| 30 | The Galaxy Gift                   | inedita         | 26 aprile 1967    | inedita             |